# Pleitbezorger (België)
Pleitbezorger (Frans: avoué) was een juridisch ambt dat erin bestond gedingvoerende partijen bij te staan en te vertegenwoordigen, in het bijzonder voor het opstellen en indienen van processtukken. Na herhaalde pogingen tot afschaffing maakte het Gerechtelijk Wetboek in 1969 een einde aan het ambt.

## Geschiedenis
Het ambt van de procureurs, die onder het ancien régime deze functie vervulden, kwam tijdens de Franse Revolutie ter discussie. Een hervorming schafte de procureurs af en vergoedde de prijs die ze voor hun ambt hadden betaald, maar voorzag tegelijk in het nieuwe en sterk gelijkaardige ambt van avoué (1790-91). Hun tussenkomst was niet verplicht en toelatingsvoorwaarden werden niet vastgelegd. In de chaos van ex-procureurs en ongekwalificeerde nieuwelingen werd het nieuwe ambt al snel weer afgevoerd (1793).
Napoleon herstelde het ambt van avoué (1800). Voortaan had elke rechtbank een maximaal aantal pleitbezorgers, die benoemd waren door de eerste consul en niet voor andere rechtbanken konden tussenkomen. Pleitbezorgers kregen een wettelijk monopolie op postulatie (verzoekschriften), tenzij voor lagere rechtscolleges, waar ze echter mochten besluiten nemen of zelfs pleiten, voor zover ze licenciaat in de rechten waren (1804). Hierdoor vervaagde het onderscheid met advocaten. Beide beroepsgroepen droegen trouwens een toga, zij het een verschillende.
Na de Belgische onafhankelijkheid werd het systeem van de pleitbezorgers behouden, met als voornaamste verschil dat hun benoeming door de koning gebeurde (1832). De vraag naar hun afschaffing kwam opnieuw ter tafel bij de herziening van het Wetboek van Burgerlijke Rechtsvordering door een commissie (1866). Rapporteur Albéric Allard voorzag echter niet in een financiële compensatie, waarna de weerstand te hevig bleek. In 1891 werd de pleitbevoegdheid van de avoués teruggeschroefd. Een nieuwe hervorming in 1935 verminderde het aantal gevallen waarin de tussenkomst van een pleitbezorger verplicht was en maakte een einde aan de onverenigbaarheid van het beroep met de advocatuur. Pleitbezorgers die doctor in de rechten waren, konden zich voortaan inschrijven op het tableau. Stilaan werd de advocaat gezien als de dominus litis. De ministers gingen bewust minder pleitbezorgers benoemen. De openstelling van het beroep voor vrouwen in 1947 bracht geen verandering in de dalende trend, waardoor het traditionele overtal in de jaren 60 overging in een tekort aan pleitbezorgers. De reorganisatie die werd doorgevoerd via het Gerechtelijk Wetboek (aangenomen 1967) maakte een einde aan het ambt van pleitbezorger. De weerstand werd afgekocht met een ultragenereuze pensioenregeling.

## Voetnoten
1. ↑  Decreet van 3 brumaire jaar II = 24 oktober 1793
2. ↑  Wet van 27 ventôse jaar VIII = 18 maart 1800
3. ↑  Wet van 22 ventôse jaar XII = 13 maart 1804
4. ↑  Organieke wet op de gerechtelijke organisatie van 4 augustus 1832